# Petrarca bathyactidis
Petrarca bathyactidis is een kreeftachtigensoort uit de familie van de Petrarcidae. De wetenschappelijke naam van de soort is voor het eerst geldig gepubliceerd in 1889 door Fowler.